# Diecezja Sandakan
Diecezja Sandakan – rzymskokatolicka diecezja w Malezji. Powstała w 2007  z terenu diecezji Kota Kinabalu. Pierwszym ordynariuszem został bp Julius Dusin Gitom.